# Boop-Oop-A-Doop
Boop-Oop-A-Doop es un corto de animación estadounidense de 1932, de la serie Talkartoons. Fue producido por los estudios Fleischer y distribuido por Paramount Pictures. En él aparecen tres de las estrellas de dichos estudios: Betty Boop, Koko el payaso y Bimbo.

## Argumento
Un circo llega a la ciudad. En la típica parada circense de presentación desfilan por sus calles, aclamados por la multitud, sus principales atracciones, incluyendo a Koko el payaso, quien aparece tras salir de un tintero, como solía hacer en sus cortos de la serie Out of the Inkwell.
Ya comenzada la sesión, el maestro de ceremonias, cuyos largos mostachos son un personaje en sí, va presentando las distintas actuaciones. Entre el público, Bimbo vende cacahuetes al ritmo de "El manisero" molestando continuamente a un niño pequeño, caracterizado exactamente igual que Aloysius, su hermano pequeño en Minding the Baby.
Betty actúa como domadora de leones y, posteriormente, como funambulista. Durante esta actuación el espectador del corto puede contemplar las miradas lascivas del maestro de ceremonias, quien sale del escenario para esperar la entrada de Betty en su camerino. Allí la manoseará y acosará amenazándola con dejarla sin trabajo si no accede a sus lujuriosas intenciones.

## Realización
Boop-Oop-A-Doop es la trigésima segunda entrega de la serie Talkartoons (dibujos animados parlantes) y fue estrenada el 16 de enero de 1932. Su título alternativo de trabajo fue Betty The Circus Queen.
Al principio del corto, durante los títulos de crédito, aparece por primera vez la canción "Sweet Betty", posiblemente interpretada por Arthur Jarrett. Se convierte así en el tema introductorio de muchos de los cortos en que aparecerá Betty, tanto de la serie Talkartoons como de su sucesora Betty Boop Cartoons.
El título del corto hace referencia a la frase típica de Betty, y en este contexto actúa como un eufemismo para referirse a su virginidad. La canción "Don't Take My Boop-Oop-A-Doop Away ", con música de Sammy Timberg y letra de Samuel Lerner, cantada por Betty con la voz de Ann Miller, había sido interpretada por Mae Questel, otra de las voces de Betty Boop, en el corto musical de 1931 Musical Justice, estrenado poco menos de un mes antes, donde aparece una Betty Boop de carne y hueso.